# Danh sách di sản thế giới tại Cộng hòa Séc
Các di sản thế giới của Tổ chức Giáo dục, Khoa học và Văn hóa Liên Hợp Quốc (UNESCO) là những nơi có nghĩa quan trọng đối với di sản văn hóa hoặc tự nhiên như được miêu tả trong Công ước Di sản Thế giới của UNESCO, ra đời vào năm 1972. Các di sản văn hóa gồm có những di tích (chẳng hạn như những công trình kiến trúc, các tác phẩm điêu khắc hay chạm khắc hoành tráng), nhóm các tòa nhà và các địa điểm (gồm cả những di chỉ khảo cổ). Những đặc điểm tự nhiên (bao gồm những cấu thành về mặt vật lý và sinh học), những cấu thành về mặt địa chất và sinh lý (chẳng hạn như môi trường sống của các loài thực vật và động vật bên bờ vực tuyệt chủng), và các danh thắng tự nhiên quan trọng theo góc nhìn của khoa học, bảo tồn hoặc vẻ đẹp tự nhiên, được định nghĩa là di sản tự nhiên.
Những địa điểm đầu tiên nằm trong vùng lãnh thổ đất nước Cộng hòa Séc ngày nay được ghi danh trong kỳ họp thứ 16 của Ủy ban Di sản thế giới, được tổ chức ở Santa Fe, Hoa Kỳ vào năm 1992, khi đất nước này từng là một bộ phận của Cộng hòa Liên bang Séc và Slovakia (hay còn gọi là Tiệp Khắc). Ở kỳ họp ấy, ba địa danh đã được điền tên gồm: Trung tâm lịch sử Praha, Trung tâm lịch sử Český Krumlov và Trung tâm lịch sử Telč.
Sau sự kiện Tiệp Khắc tan rã vào ngày 1 tháng 1 năm 1993, đất nước đã bị chia cắt thành Cộng hòa Séc (hay còn gọi là đất Séc) và Slovakia. Cộng hòa Séc chính thức thông qua công ước vào ngày 26 tháng 3 năm 1993, qua đó nhận quyền kế thừa ba địa danh nói trên. Tính đến năm 2021, đã có 14 địa danh được ghi nhận trong danh sách và thêm 17 địa danh nữa nằm trong danh sách sơ bộ. Tất cả những địa danh này đều thuộc loại hình văn hóa và một trong số chúng, khu vực khai mỏ quặng Erzgebirge/Krušnohoří, được chia sẻ với nước Đức. Địa danh gần đây nhất được thêm vào danh sách là Cảnh quan nhân giống và huấn luyện ngựa vận chuyển đổ cho nghi lễ tại Kladruby nad Labem, được ghi nhận vào năm 2019.